# Elona (slak)
Elona is een geslacht van slakken, en het typegeslacht van de familie Elonidae.

## Soort
- Elona quimperiana (Blainville, 1821)